# Crosey-le-Petit
Crosey-le-Petit é uma comuna francesa na região administrativa de Borgonha-Franco-Condado, no departamento de Doubs. Estende-se por uma área de 9,6 km². Em 2010 a comuna tinha 133 habitantes (densidade: 13,9 hab./km²).